# Russefeiring

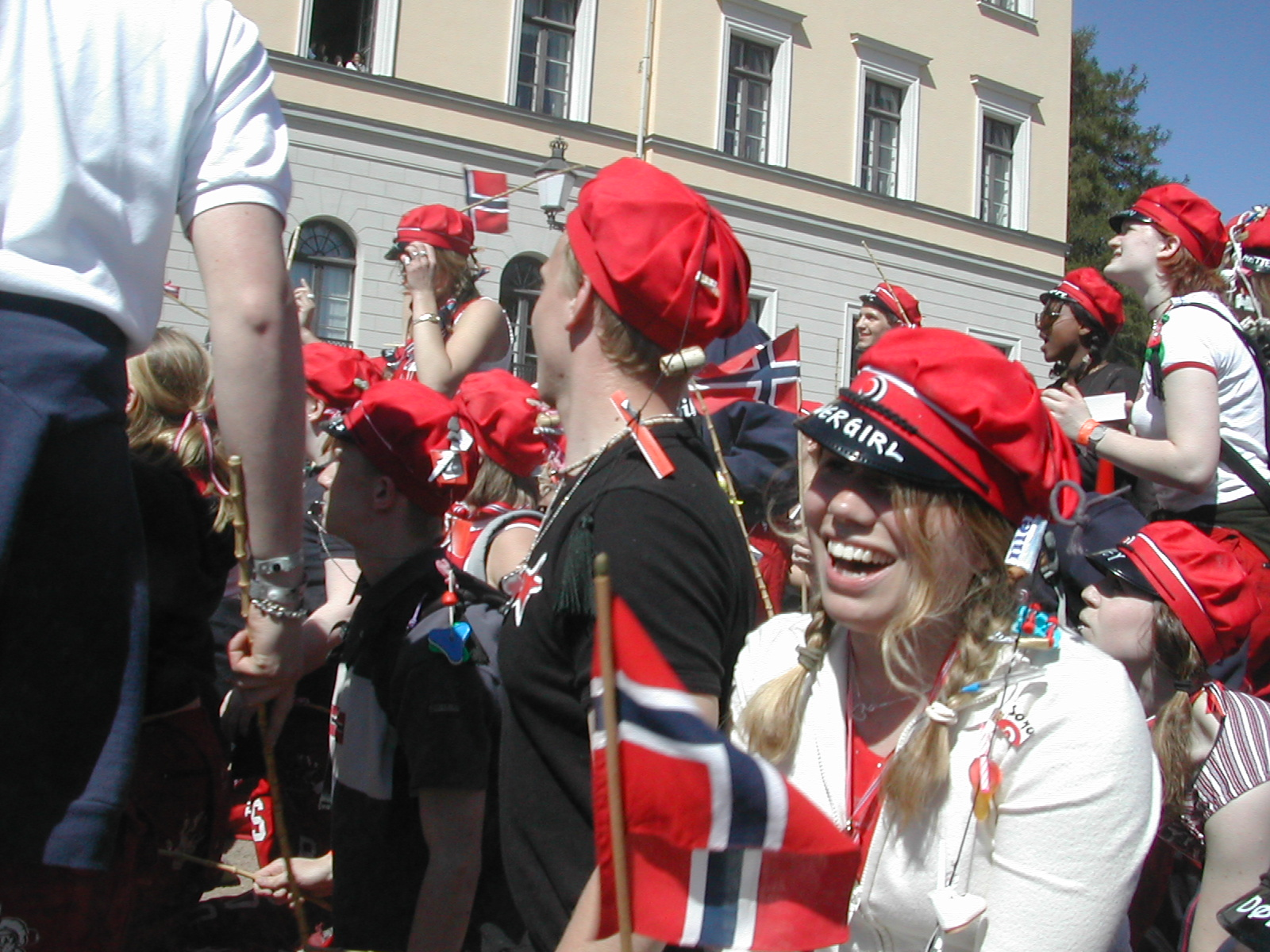
Russ devant le Palais royal d'Oslo, en Norvège.

La russefeiring (célébration russ) est une tradition, et période festive, célébrée par les étudiants norvégiens. Ces étudiants prenant part à cette fête sont appelés russ. La russefeiring commence dans les alentours du 20 avril, et s'achève le 17 mai, le Jour de la Constitution. La consommation excessive d'alcool, et de nombreux types de perturbations sont liées à la célébration,,,,,.